# Hodenc-en-Bray
Hodenc-en-Bray est une commune française située dans le département de l'Oise, en région Hauts-de-France.
Ses habitants sont les Hodenquois et les Hodenquoises.

## Géographie

### Description

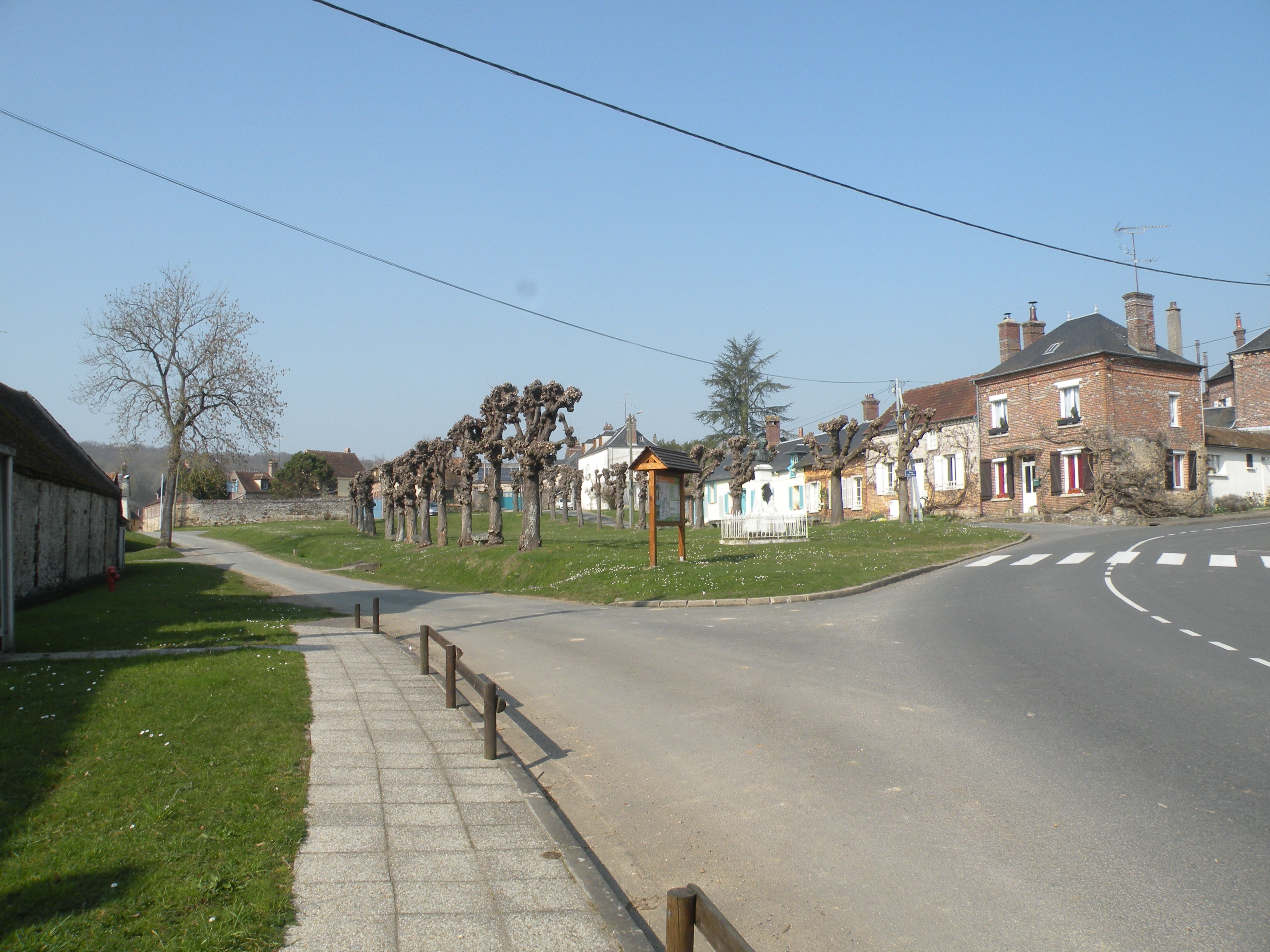
Ambliance du village : la place.

Hodenc-en-Bray est un village picard du Beauvaisis dans l'Oise, situé à 14 km à vol d'oiseau au nord-ouest de Beauvais, 23 km au nord-est de Gisors, 12 km à l'est de Gournay-en-Bray et 57 km de Rouen, 30 km au sud-est de Forges-les-Eaux et 55 km au sud-ouest d'Amiens, et aisément accessible depuis la route nationale 31.
Comme son nom le suggère, il est situé dans le Pays de Bray.
Louis Graves indiquait en 1841, que son « territoire, à superficie inégale, tourmentée, incline au nord vers la vallée du Thérain, et au midi vers celle de Bray, sur les pentes de laquelle le chef-lieu se trouve situé. C'est un village bâti sur les deux flancs d'un vallon, à rues tortueuses et encaissées, formé de plusieurs groupes de maisons qui, sans doute, constituaient dans l'origine autant de lieux distincts. Une place centrale, irrégulière, mais vaste et garnie de plantations, entoure l'église ».

### Communes limitrophes
Les communes limitrophes sont  Blacourt, Glatigny, Lachapelle-aux-Pots, Lhéraule, Pierrefitte-en-Beauvaisis, Savignies et Villembray.
|            | Glatigny            | Lhéraule                  |
| Villembray | Hodens-en-Bray      | Pierrefitte-en-Beauvaisis |
| Blacourt   | Lachapelle-aux-Pots | Savignies                 |

### Hydrographie

#### Réseau hydrographique
La commune est située dans le bassin Seine-Normandie. Elle est drainée par le ru d'Evaux, le cours d'eau 01 de la Vallée de Lhéraule, le cours d'eau 01 du Champ Palfrenier et le fossé du Pont aux Claies,,.

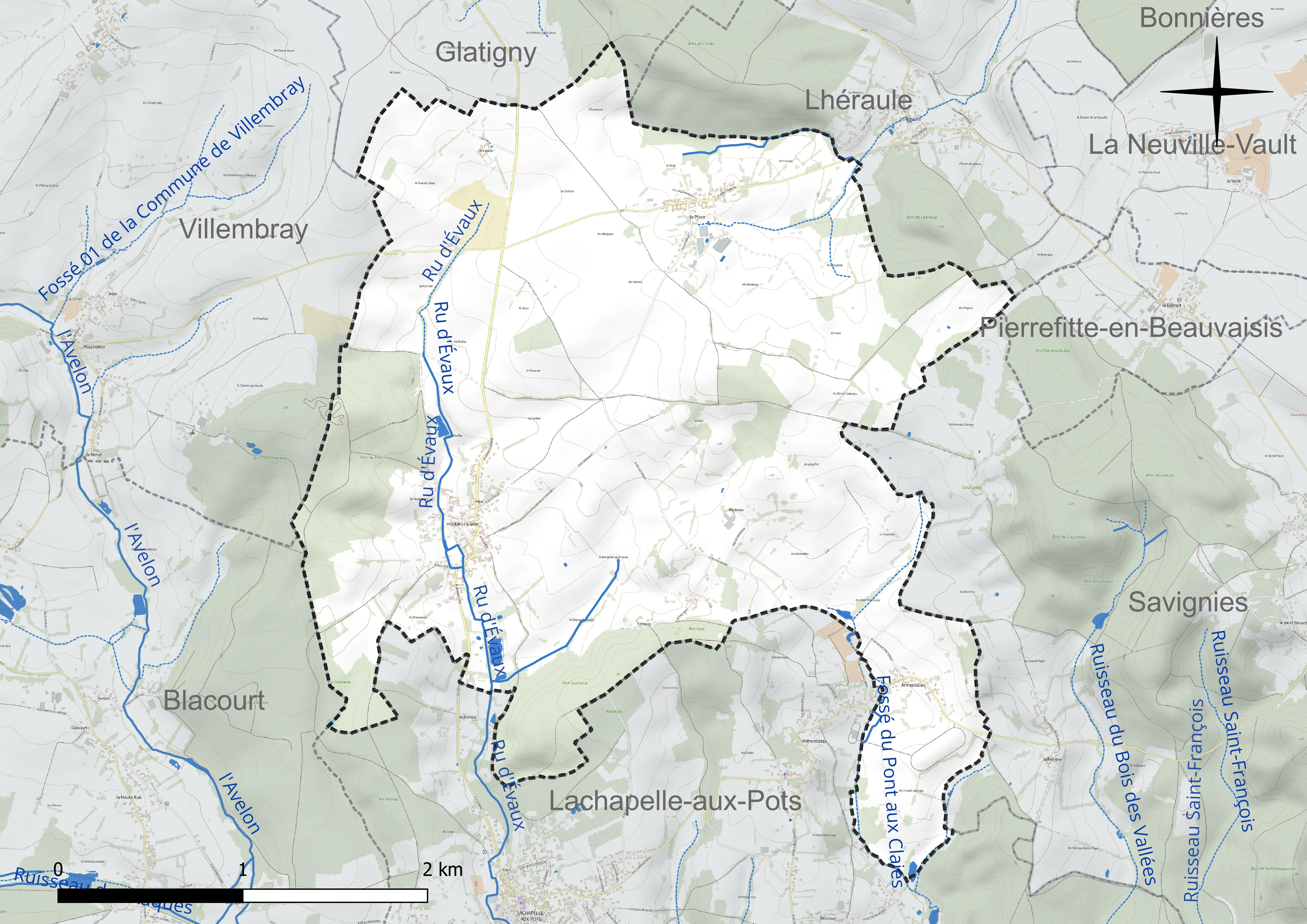
Réseau hydrographique de Hodenc-en-Bray.

#### Gestion et qualité des eaux
Le territoire communal est couvert par le schéma d'aménagement et de gestion des eaux (SAGE) « Sensée ». Ce document de planification concerne un territoire de 1 219 km2 de superficie, délimité par le bassin versant du Thérain. Le périmètre a été arrêté le 27 janvier 2023 et le SAGE proprement dit est, en 2024, en cours d'élaboration. La structure porteuse de l'élaboration et de la mise en œuvre est le syndicat intercommunal de la Vallée du Thérain (SIVT).
La qualité des cours d'eau peut être consultée sur un site dédié géré par les agences de l'eau et l'Agence française pour la biodiversité.

### Climat
Pour des articles plus généraux, voir Climat des Hauts-de-France et Climat de l'Oise.
En 2010, le climat de la commune est de type climat océanique dégradé des plaines du Centre et du Nord, selon une étude du CNRS s'appuyant sur une série de données couvrant la période 1971-2000. En 2020, Météo-France publie une typologie des climats de la France métropolitaine dans laquelle la commune est exposée à un climat océanique et est dans une zone de transition entre les régions climatiques « Sud-ouest du bassin Parisien » et « Nord-est du bassin Parisien ».
Pour la période 1971-2000, la température annuelle moyenne est de 10,2 °C, avec une amplitude thermique annuelle de 14,1 °C. Le cumul annuel moyen de précipitations est de 773 mm, avec 11,9 jours de précipitations en janvier et 8,2 jours en juillet. Pour la période 1991-2020, la température moyenne annuelle observée sur la station météorologique la plus proche, située sur la commune de Tillé à 15 km à vol d'oiseau, est de 11,0 °C et le cumul annuel moyen de précipitations est de 655,5 mm,. Pour l'avenir, les paramètres climatiques de la commune estimés pour 2050 selon différents scénarios d'émission de gaz à effet de serre sont consultables sur un site dédié publié par Météo-France en novembre 2022.

## Urbanisme

### Typologie
Au 1er janvier 2024, Hodenc-en-Bray est catégorisée commune rurale à habitat dispersé, selon la nouvelle grille communale de densité à sept niveaux définie par l'Insee en 2022.
Elle est située hors unité urbaine. Par ailleurs la commune fait partie de l'aire d'attraction de Beauvais, dont elle est une commune de la couronne,. Cette aire, qui regroupe 162 communes, est catégorisée dans les aires de 50 000 à moins de 200 000 habitants,.

### Occupation des sols

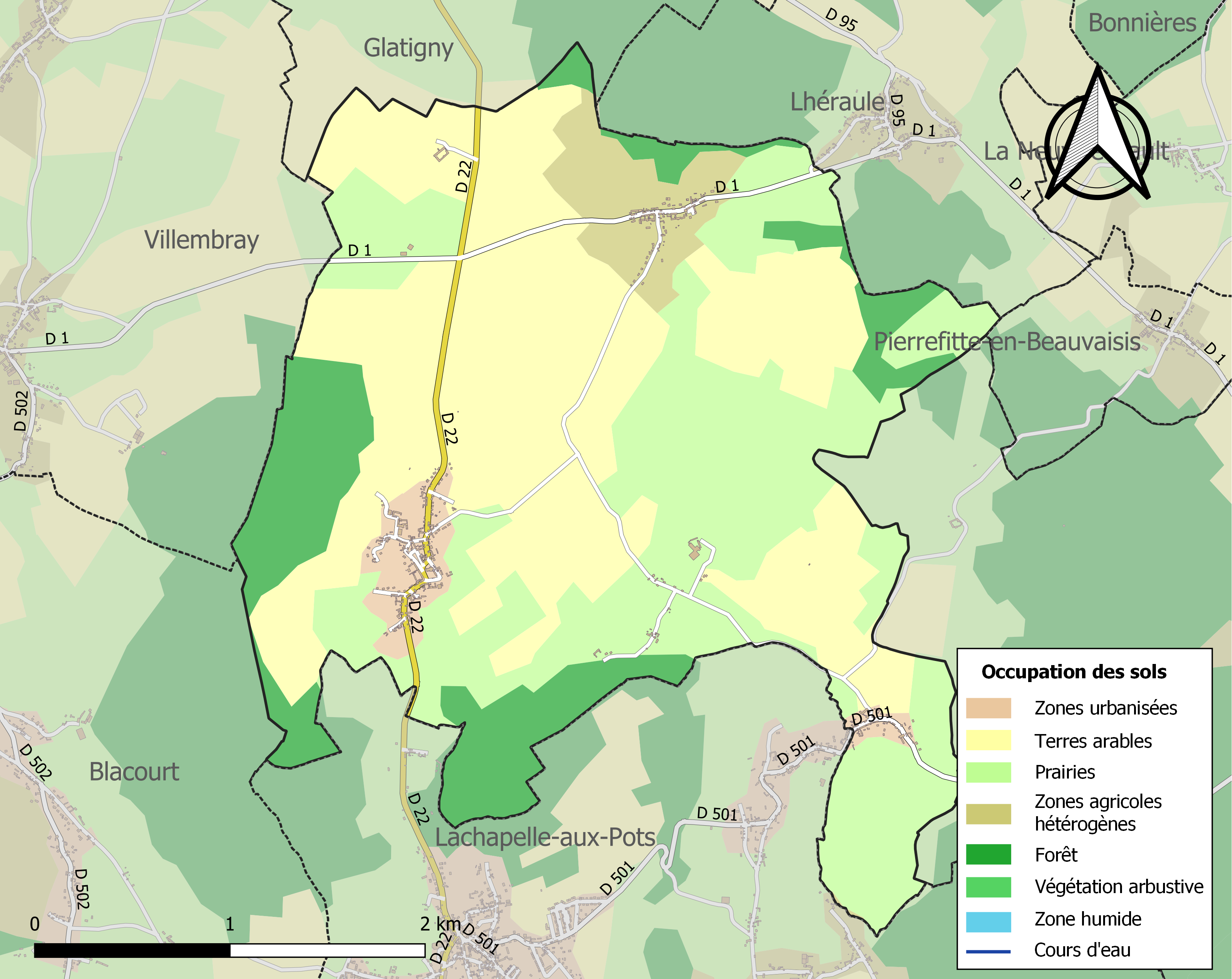
Carte des infrastructures et de l'occupation des sols de la commune en 2018 (CLC).

L'occupation des sols de la commune, telle qu'elle ressort de la base de données européenne d'occupation biophysique des sols Corine Land Cover (CLC), est marquée par l'importance des territoires agricoles (82,8 % en 2018), en diminution par rapport à 1990 (86,5 %). La répartition détaillée en 2018 est la suivante : 
terres arables (42,8 %), prairies (34,7 %), forêts (13,7 %), zones agricoles hétérogènes (5,3 %), zones urbanisées (3,5 %). L'évolution de l'occupation des sols de la commune et de ses infrastructures peut être observée sur les différentes représentations cartographiques du territoire : la carte de Cassini (XVIIIe siècle), la carte d'état-major (1820-1866) et les cartes ou photos aériennes de l'IGN pour la période actuelle (1950 à aujourd'hui).

### Lieux-dits, hameaux et écarts
La commune comprend un hameau, La Place, au nord-est du territoire communal, et partage avec Lachapelle-aux-Pots celui d'Armentières.

### Habitat et logement
En 2018, le nombre total de logements dans la commune était de 220, alors qu'il était de 214 en 2013 et de 189 en 2008.
Parmi ces logements, 86,6 % étaient des résidences principales, 6,4 % des résidences secondaires et 6,9 % des logements vacants. Ces logements étaient pour 99 % d'entre eux des maisons individuelles et pour 1 % des appartements.
Le tableau ci-dessous présente la typologie des logements à Hodenc-en-Bray en 2018 en comparaison avec celle de l'Oise et de la France entière. Une caractéristique marquante du parc de logements est ainsi une proportion de résidences secondaires et logements occasionnels (6,4 %) supérieure à celle du département (2,5 %) mais inférieure à celle de la France entière (9,7 %). Concernant le statut d'occupation de ces logements, 87,5 % des habitants de la commune sont propriétaires de leur logement (90,2 % en 2013), contre 61,4 % pour l'Oise et 57,5 % pour la France entière.
| Typologie                                               | Hodenc-en-Bray | Oise | France entière |
| ------------------------------------------------------- | -------------- | ---- | -------------- |
| Résidences principales (en %)                           | 86,6           | 90,4 | 82,1           |
| Résidences secondaires et logements occasionnels (en %) | 6,4            | 2,5  | 9,7            |
| Logements vacants (en %)                                | 6,9            | 7,1  | 8,2            |

### Voies de communication et transports
La commune est desservie, en 2023, par les lignes 611, 6102, 6104, 6107 et 6148 du réseau interurbain de l'Oise.

## Toponymie
Le nom de la localité est attesté sous les formes Hordinium in pago Belvacensi (694) ; Hosdinio in pago Belloacensi (695) ; Hosdencum in brayo (1112) ; Hosdengum (1120) ; vice comitatu Hodensci (1120) ; Houdentium (1130) ; Hosdencum (1131) ; Petrus de Hodenco (1147) ; Hodencum (1147) ; Hosdenc (1160) ; Hodeinc (vers 1160) ; Helias de Hodeinc (vers 1160) ; Hodeng (1169) ; Hosdench (1178) ; de Hosdencho (1179) ; Galterus de Hosdenco (1185) ; Houdenc (vers 1200) ; Odan (vers 1200) ; Hosdenc (1205) ; Hodench (1218) ; Hodench en brai (1219) ; Hosdenc in braio (1223) ; Hosdenc in brayo (1223) ; Hosdanc (1225) ; Houdant (1230) ; Hodenc (1232) ; Hosdengeium (1235) ; Hodanc (1235) ; Houdan en bray (1240) ; Hoden (vers 1245) ; de Haudanco in brayo (1275) ; de Hondenco (1292) ; Hodant (1303) ; Houdencq en Bray (1320) ; Hoodinc (1357) ; Houdent en Bray (1431) ; Hodenc en Bray (1433) ; Hodent en Bray (1506) ; Houdenc en Bray (1556) ; Houdeng en Bray (1576) ; Hodan (1597) ; Hodan en Bray (1608) ; Hodencq (1621) ; Houden en bray (1650).

Hodeng viendrait du composé germanique husidun ou husiding « Maison sur la hauteur ».
Le pays de Bray est une région naturelle de France du Nord-Ouest de la France. À cheval sur les départements de Seine-Maritime et de l'Oise, il constitue une bande d'une dizaine de kilomètres de large s'étirant sur environ quatre-vingts kilomètres entre Londinières et Beauvais.

## Histoire

### Ancien Régime
Louis Graves indique au milieu du XIXe siècle que : 
Hodenc-en-Bray était compris dans le vidamé de Gerberoy, et ressortissait du comté de Clermont en Beauvaisis. La terre avait haute, moyenne et basse justice. Marguerite de Brulart la vendit en 1481, à Jean de Monceaux II, gouverneur d'Artois, maître d'hôtel du roi Louis XI, seigneur d'Hanvoile, trésorier général de Picardie.
Guy de Monceaux, son petit fils, conseiller et maître d'hôtel du roi, la possédait en 1588, et la laissa à son deuxième fils Gaspard de Monceaux, chevalier de l'ordre du roi, qui acheta en 1588 la terre d'Evaux, et obtint en janvier 1608 l'érection en baronie de celle d'Hodenc et de ses dépendances ; il mourut en 1657.
Charlotte, sa fille aînée et principale héritière, ayant épousé Geoffroy Tiercelin, marquis de Brosses et de Sarcus, lui apporta en dot la baronie d'Hodenc pour laquelle ils rendirent hommage le douze mars 1658 au comté de Clermont.
François Tiercelin leur fils aîné, conseiller et aumônier du roi, abbé de Saint-Germer renonça à ses droits d'aînesse en faveur de son puiné Adrien Pierre qui devint baron d'Hodenc, châtelain de Molliens, seigneur de Blacourt, etc. Il rendit, le dix-sept août 1654, un nouvel hommage au comté de Clermont, et fut successivement conseiller du roi, chevalier des ordres, gentilhomme ordinaire de la chambre.
Henri Tiercelin, son second fils, hérita par la mort de l'aîné tué à l'armée en 1667, de la baronie d'Hodenc qu'il transmit le vingt-six juillet 1718, à son fils aîné Henri-François Tiercelin, colonel du régiment d'infanterie de son nom.
Angélique-Henriette-Marie, sa fille unique, épousa le premier septembre 1754 le marquis de Pons, auquel elle apporta toutes les terres de sa famille. Mais en 1751, cette seigneurie passa à la maison de Coucquault d'Avelon
.

### Époque contemporaine
En 1842, la commune est propriétaire d'une école. La population vit de l'agriculture ou travaille dans les fabriques de Lachapelle-aux-Pots.

## Politique et administration

### Rattachements administratifs et électoraux

#### Rattachements administratifs
La commune se trouve dans l'arrondissement de Beauvais du département de l'Oise.
Elle faisait partie depuis 1802 du canton du Coudray-Saint-Germer. Dans le cadre du redécoupage cantonal de 2014 en France, cette circonscription administrative territoriale a disparu, et le canton n'est plus qu'une circonscription électorale.

#### Rattachements électoraux
Pour les élections départementales, la commune fait partie depuis 2014 du canton de Grandvilliers
Pour l'élection des députés, elle fait partie de la deuxième circonscription de l'Oise.

### Intercommunalité
Hodenc-en-Bray est membre de la communauté de communes du Pays de Bray, un établissement public de coopération intercommunale (EPCI) à fiscalité propre créé fin 1997 et auquel la commune a transféré un certain nombre de ses compétences, dans les conditions déterminées par le code général des collectivités territoriales.

### Liste des maires
| Période                                  | Période                   | Identité          | Étiquette | Qualité                                   |
| ---------------------------------------- | ------------------------- | ----------------- | --------- | ----------------------------------------- |
| Les données manquantes sont à compléter. |                           |                   |           |                                           |
| mars 1983                                | 2014                      | Marc Janné        |           |                                           |
| 2014                                     | En cours (au 6 juin 2023) | Frédéric Langlois |           | Technicien Réélu pour le mandat 2020-2026 |

## Équipements et services publics

### Enseignement
Les enfants de la commune sont scolarisés avec ceux de Lachapelle-aux-Pots dans le cadre d'un regroupement pédagogique intercommunal,.

## Population et société

### Démographie

#### Évolution démographique
L'évolution du nombre d'habitants est connue à travers les recensements de la population effectués dans la commune depuis 1793. Pour les communes de moins de 10 000 habitants, une enquête de recensement portant sur toute la population est réalisée tous les cinq ans, les populations de référence des années intermédiaires étant quant à elles estimées par interpolation ou extrapolation. Pour la commune, le premier recensement exhaustif entrant dans le cadre du nouveau dispositif a été réalisé en 2006.

En 2022, la commune comptait 484 habitants, en évolution de −1,63 % par rapport à 2016 (Oise : +0,87 %, France hors Mayotte : +2,11 %).
| 1793 | 1800 | 1806 | 1821 | 1831 | 1836 | 1841 | 1846 | 1851 |
| ---- | ---- | ---- | ---- | ---- | ---- | ---- | ---- | ---- |
| 541  | 560  | 578  | 585  | 562  | 569  | 550  | 559  | 564  |

| 1856 | 1861 | 1866 | 1872 | 1876 | 1881 | 1886 | 1891 | 1896 |
| ---- | ---- | ---- | ---- | ---- | ---- | ---- | ---- | ---- |
| 529  | 510  | 502  | 469  | 454  | 470  | 458  | 476  | 466  |

| 1901 | 1906 | 1911 | 1921 | 1926 | 1931 | 1936 | 1946 | 1954 |
| ---- | ---- | ---- | ---- | ---- | ---- | ---- | ---- | ---- |
| 444  | 448  | 448  | 387  | 388  | 328  | 344  | 352  | 394  |

| 1962 | 1968 | 1975 | 1982 | 1990 | 1999 | 2006 | 2011 | 2016 |
| ---- | ---- | ---- | ---- | ---- | ---- | ---- | ---- | ---- |
| 365  | 310  | 277  | 313  | 382  | 423  | 436  | 476  | 492  |

| 2021 | 2022 | - | - | - | - | - | - | - |
| ---- | ---- | - | - | - | - | - | - | - |
| 488  | 484  | - | - | - | - | - | - | - |

#### Pyramide des âges
La population de la commune est relativement jeune.
En 2018, le taux de personnes d'un âge inférieur à 30 ans s'élève à 36,7 %, soit en dessous de la moyenne départementale (37,3 %). À l'inverse, le taux de personnes d'âge supérieur à 60 ans est de 20,0 % la même année, alors qu'il est de 22,8 % au niveau départemental.
En 2018, la commune comptait 263 hommes pour 230 femmes, soit un taux de 53,35 % d'hommes, largement supérieur au taux départemental (48,89 %).
Les pyramides des âges de la commune et du département s'établissent comme suit.
| Hommes | Classe d’âge | Femmes |
| ------ | ------------ | ------ |
| 0,4    | 90 ou +      | 1,4    |
| 4,0    | 75-89 ans    | 5,0    |
| 14,1   | 60-74 ans    | 15,3   |
| 19,2   | 45-59 ans    | 23,0   |
| 20,4   | 30-44 ans    | 24,4   |
| 18,1   | 15-29 ans    | 10,4   |
| 23,7   | 0-14 ans     | 20,4   |

| Hommes | Classe d’âge | Femmes |
| ------ | ------------ | ------ |
| 0,5    | 90 ou +      | 1,4    |
| 5,5    | 75-89 ans    | 7,6    |
| 15,6   | 60-74 ans    | 16,3   |
| 20,8   | 45-59 ans    | 20     |
| 19,4   | 30-44 ans    | 19,4   |
| 17,6   | 15-29 ans    | 16,2   |
| 20,6   | 0-14 ans     | 19,1   |

## Culture locale et patrimoine

### Lieux et monuments
- L'église Saint-Denis d'Hodenc-en-Bray, classée monument historique depuis 1995, présente une silhouette atypique : la nef est en effet encadrée par le clocher qui rivalise de hauteur avec le chœur. 
La nef, construite en moellons de grès, date du XIVe siècle, comprend une rose à douze lobes, obstrués, ainsi qu'une charpente datée de 1577, date à laquelle elle pourrait avoir été remaniée pour supporter le clocher, élégant ouvrage de charpente recouverte d'ardoises que termine une flèche octogonale flanquée de quatre pyramidions.
Le chœur de style gothique flamboyant attire tous les regards. Datable du XVIe siècle, il est construit avec des blocs de calcaire, et est très homogène, comprenant une grande travée droite, suivie d'une abside à cinq pans, ainsi que deux chapelles latérales, de plus faible hauteur reliées à la travée par une double arcade retombant sur un pilier ondulé. Les fenêtres du chœur, comprennent un réseau composé de deux lancettes se terminant par un ou deux soufflets, complétés parfois par des mouchettes. La fenêtre axiale comporte trois lancettes, et, comme les autres fenêtres de l'abside, comprennent un meneau horizontal à mi-hauteur qui sert d'étrésillon.
Les voutes comprennent des liernes et tiercerons, et sont très ouvragées dans les chapelles où elles présentent de nombreuses clés pendantes.
Le mobilier liturgique présente également de l'intérêt avec ses fonts baptismaux à décor godronné du XIIe siècle, bancs anciens, boiseries, lutrin, statues en bois (saint Lucien de grande taille, saint Roch du XVIIe siècle, vitrail de la Passion du XVIe siècle, restauré[30].

L'église Saint-Denis
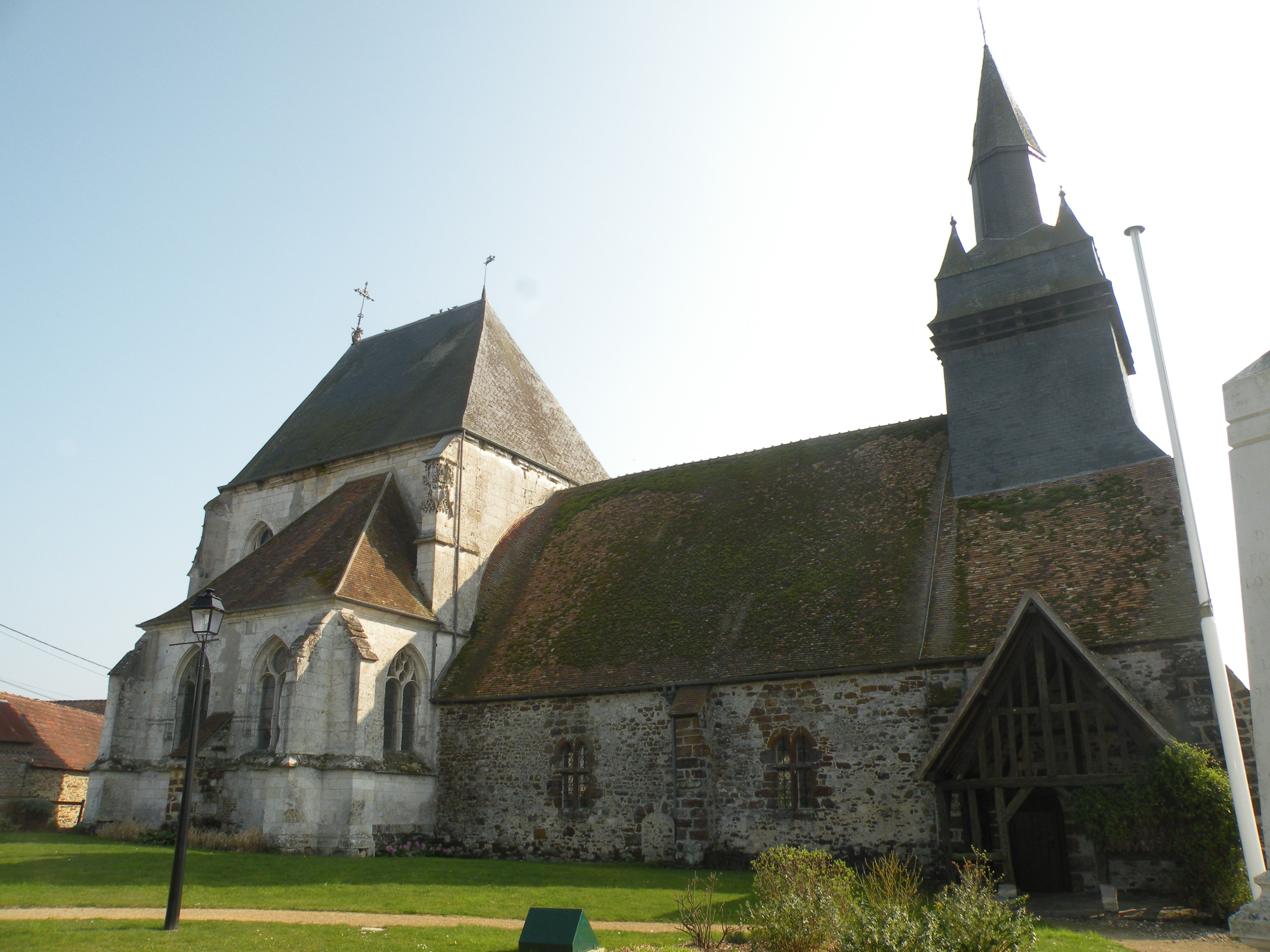
L'église.
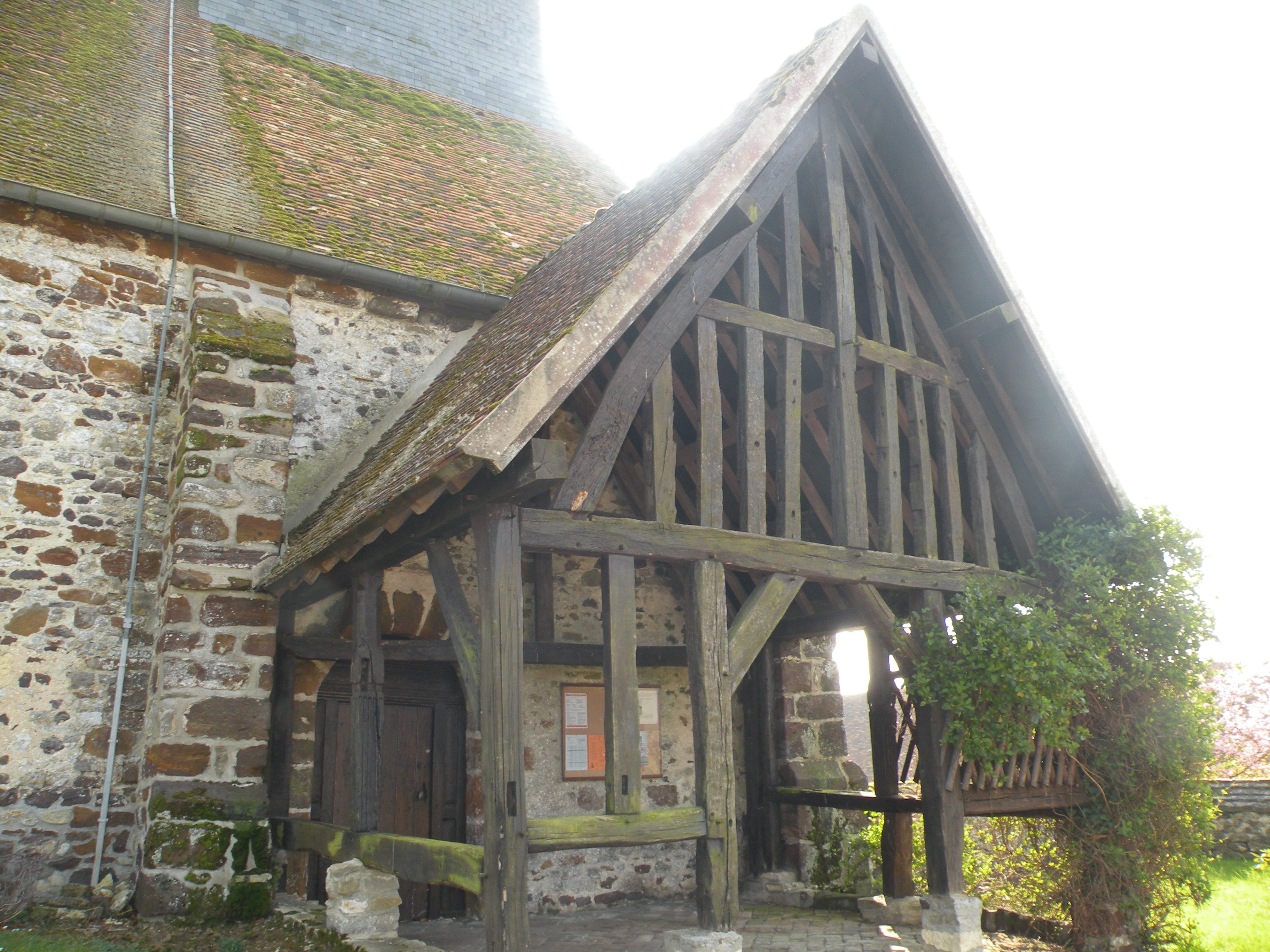
Porche de l'entrée secondaire.
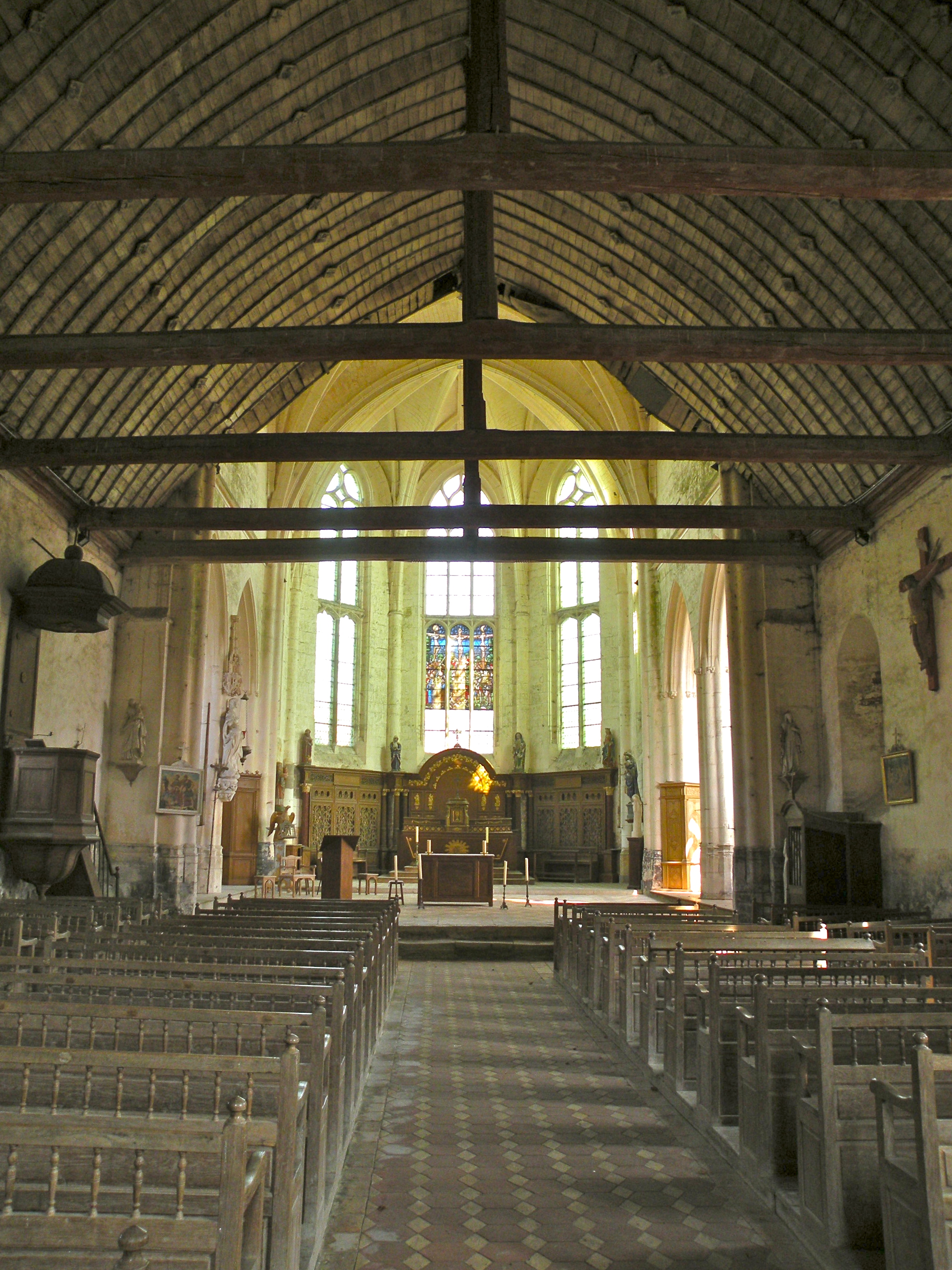
La nef.
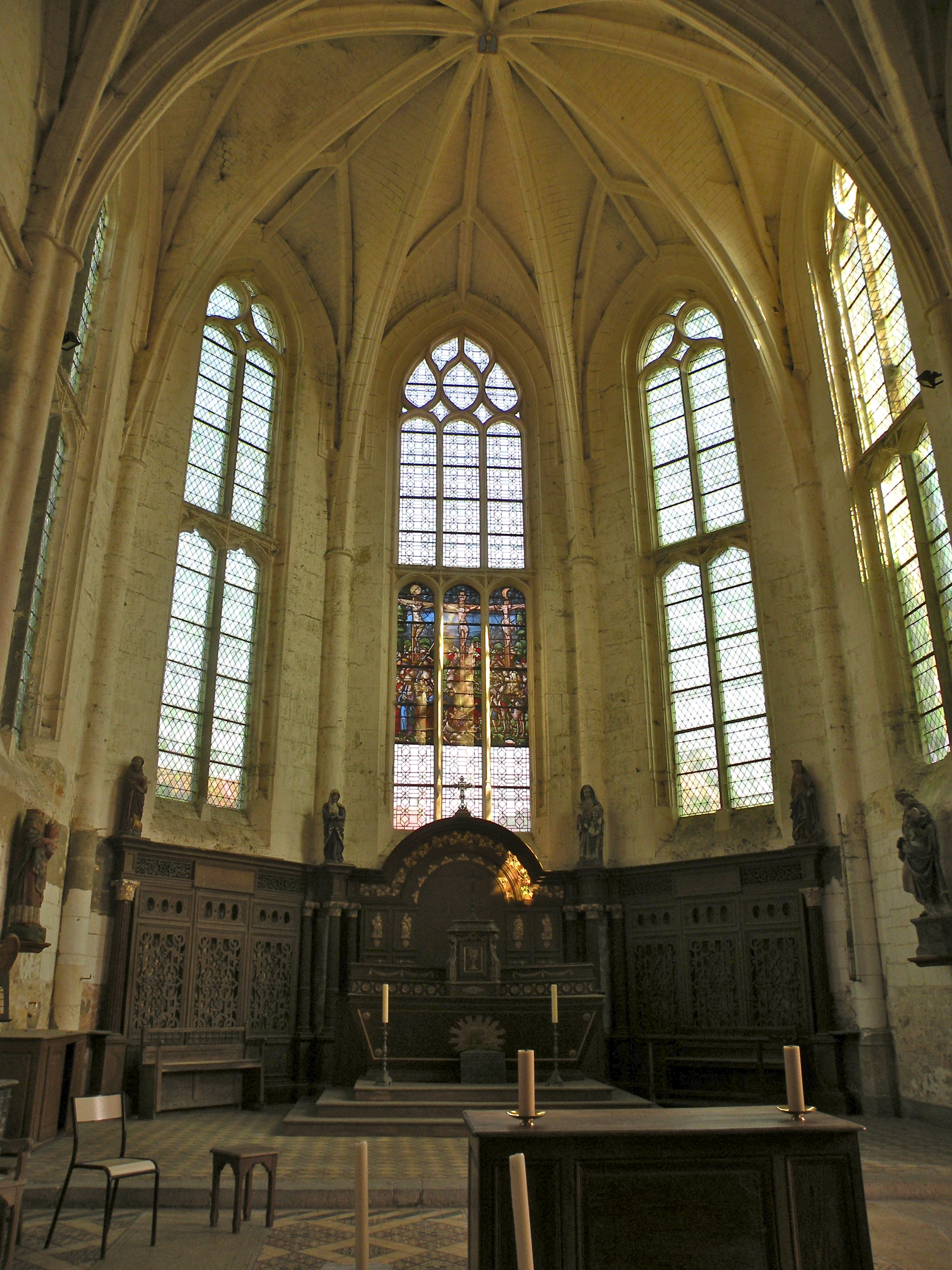
L'abside et le maître-autel.
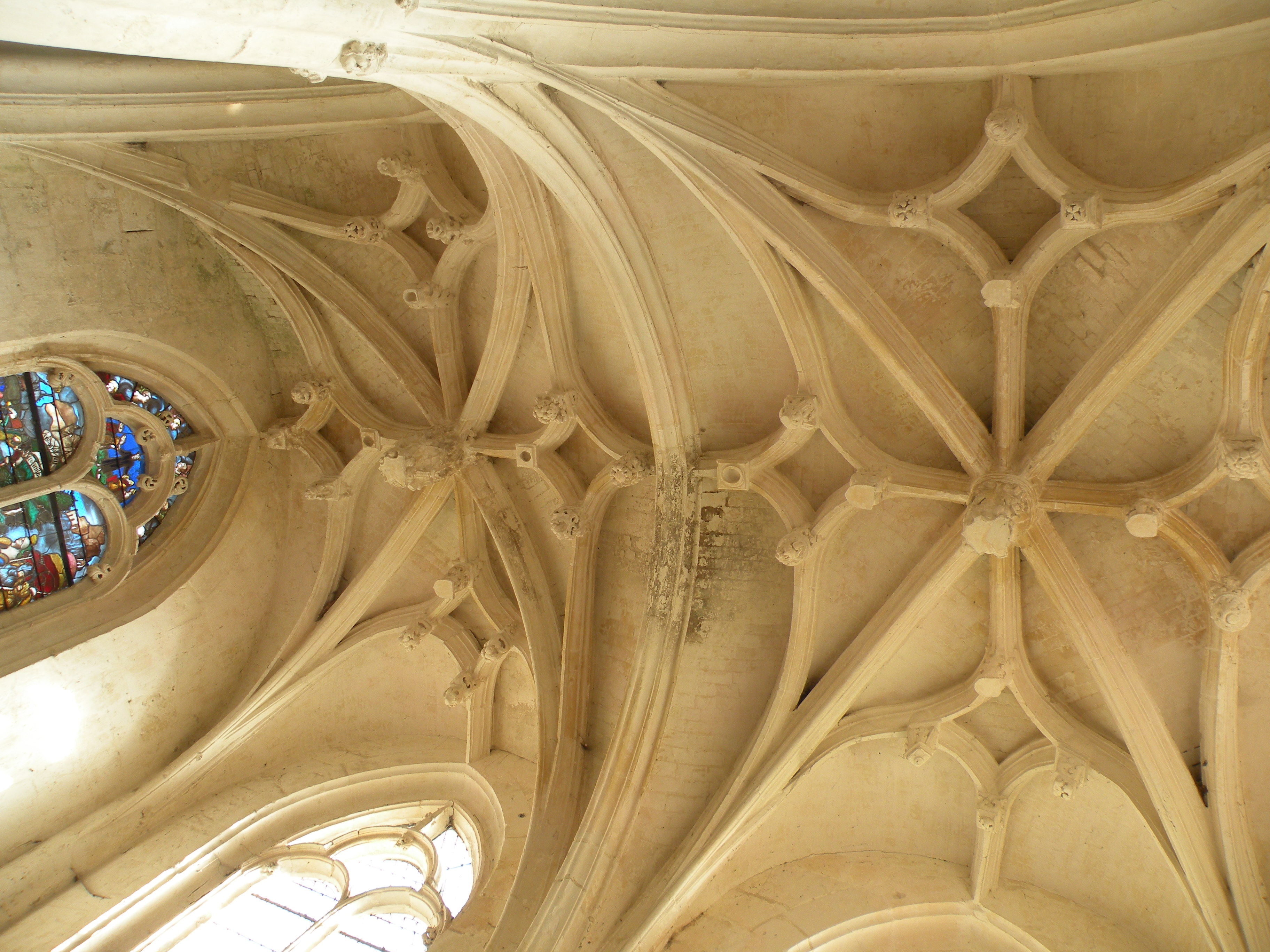
Voûte d'une des chapelles.
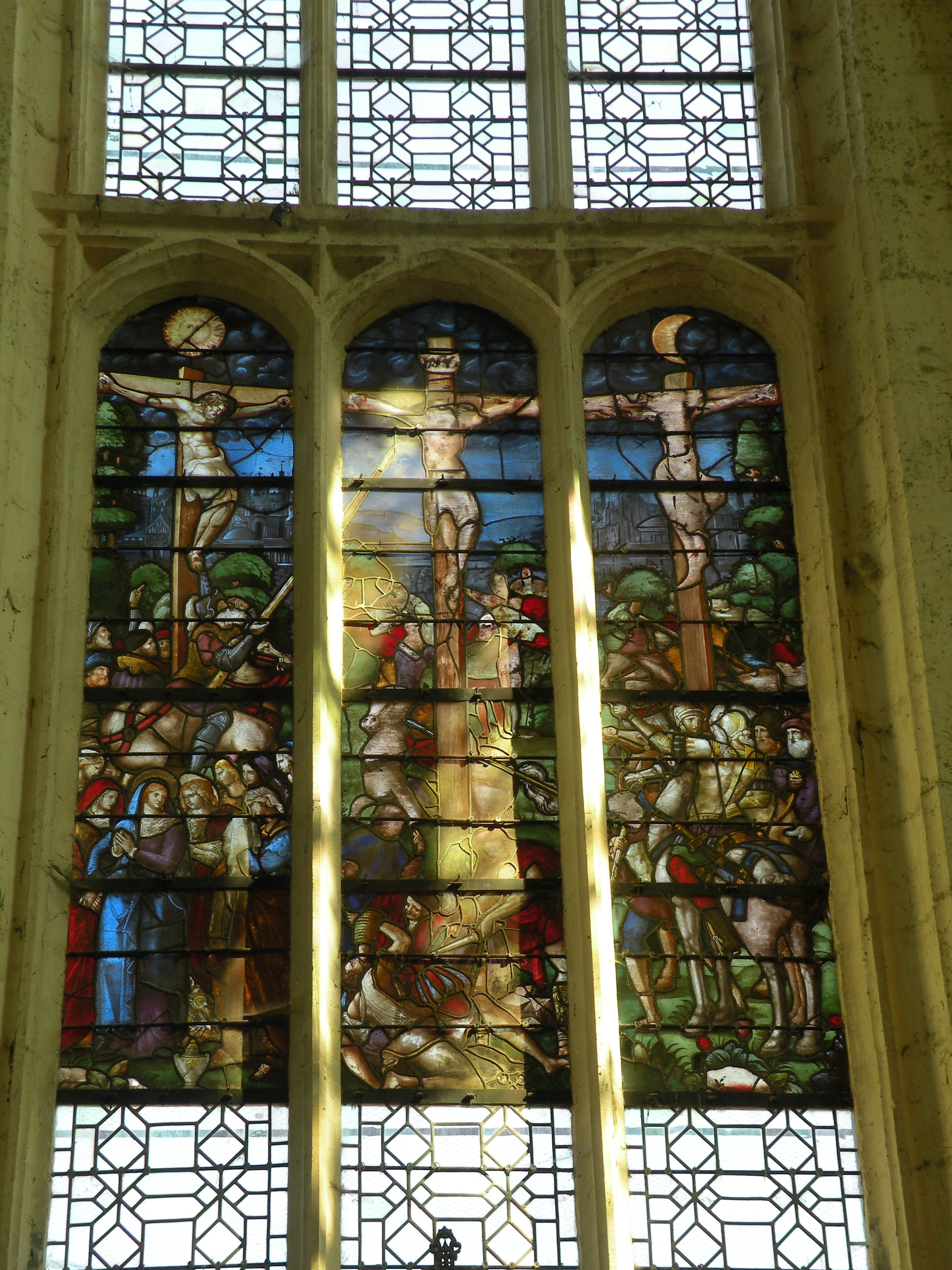
Vitrail de la Passion.

Autres éléments du patrimoine
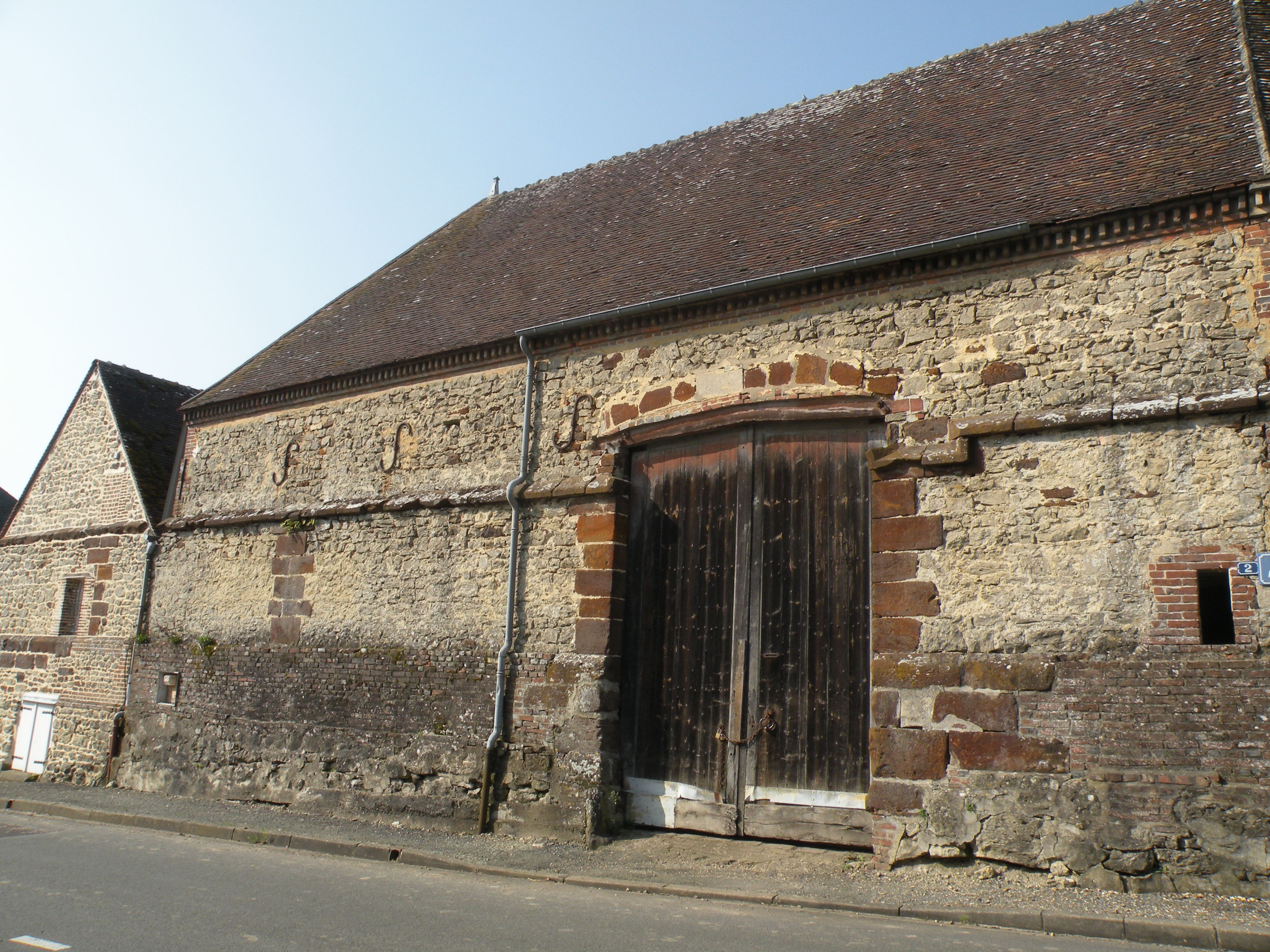
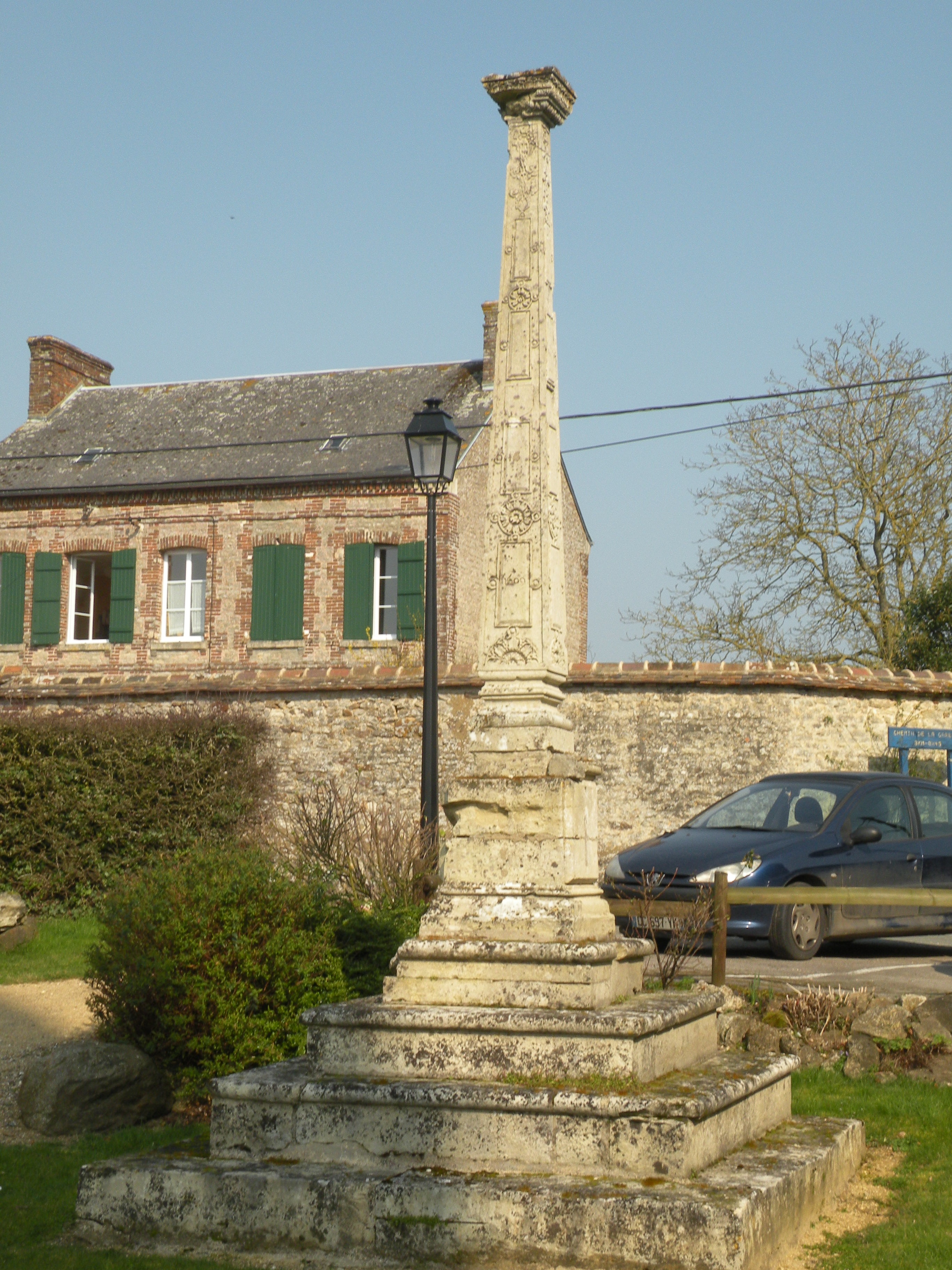
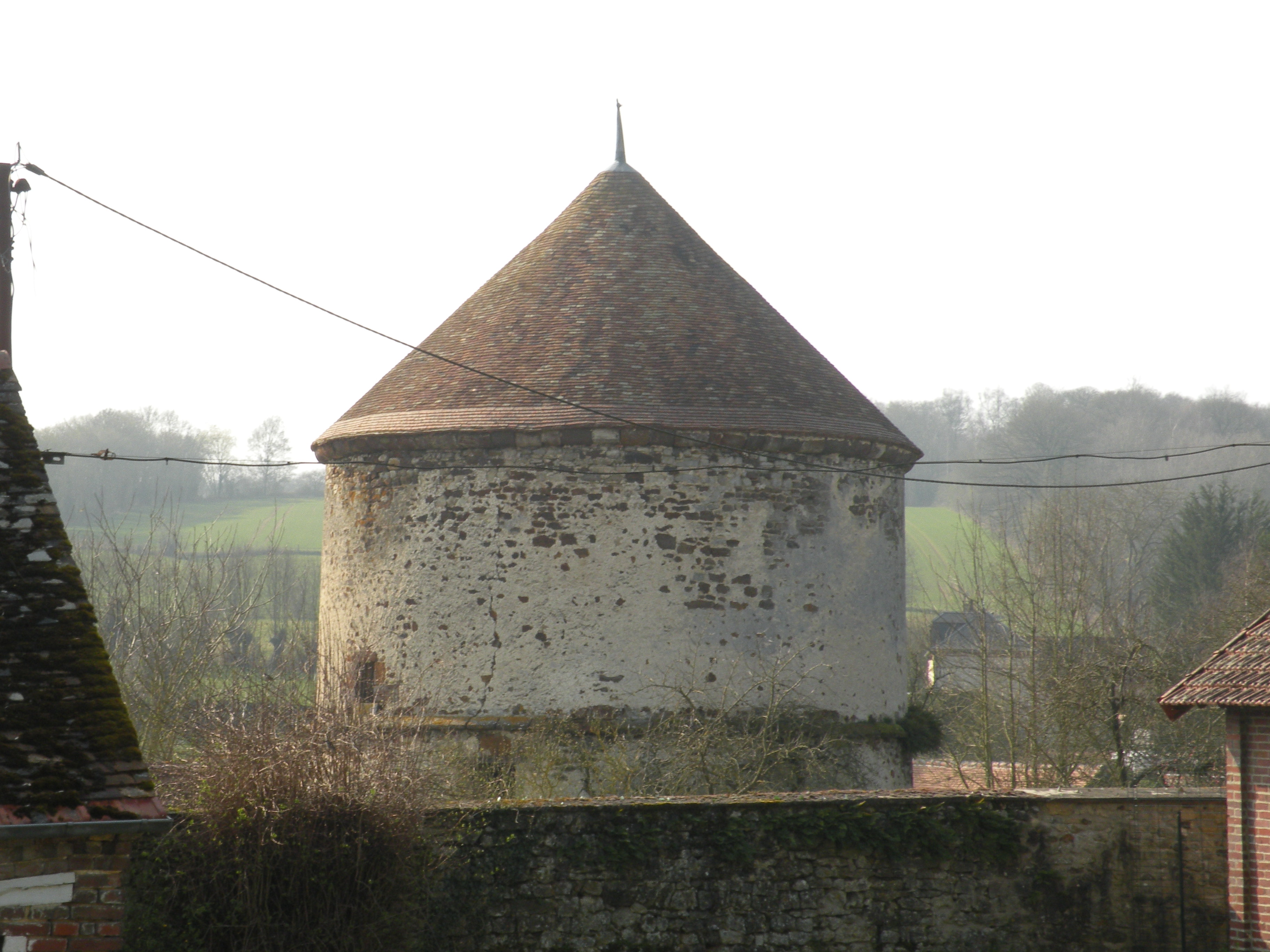
Pigeonnier.
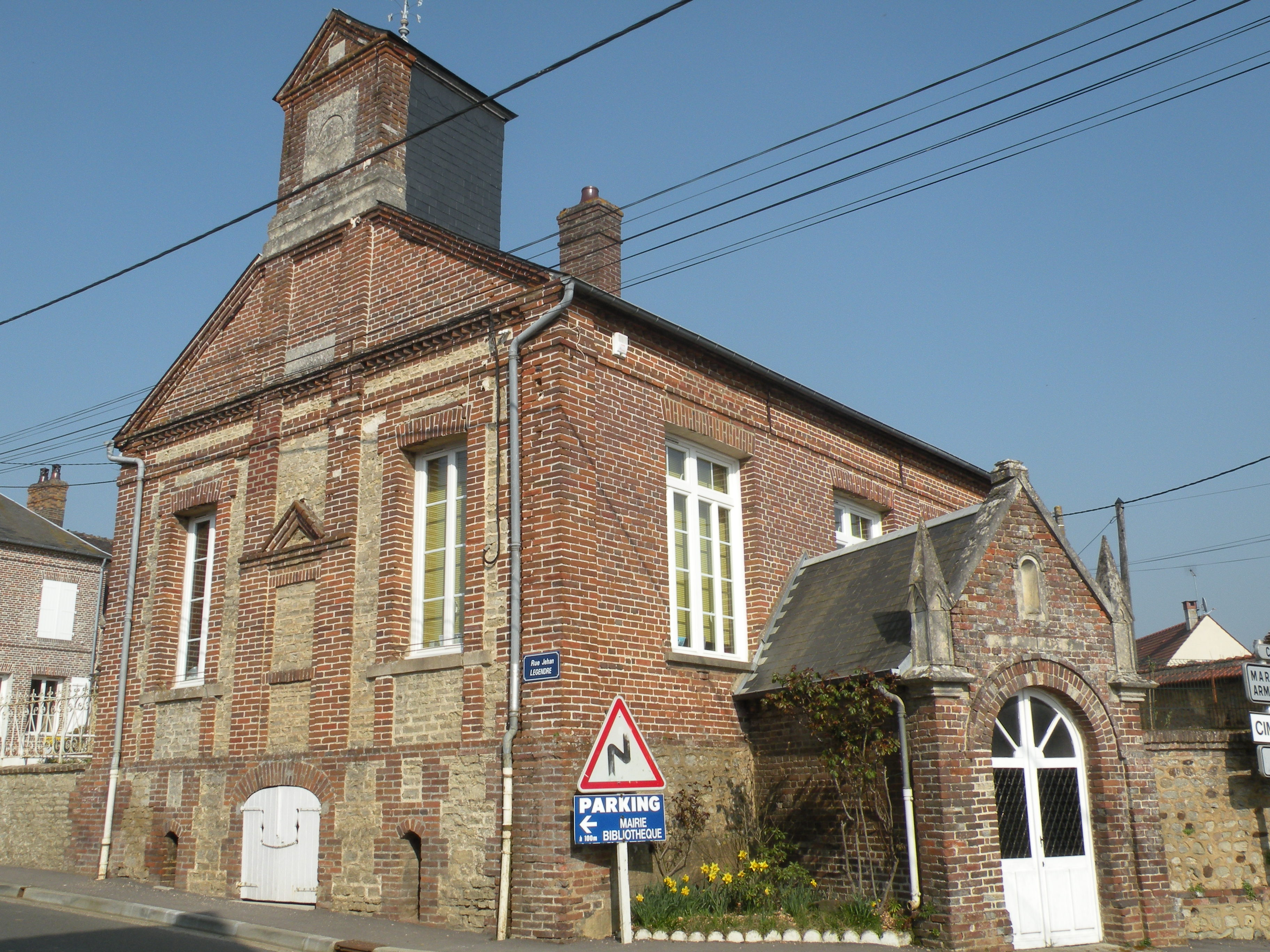
La bibliothèque (ancienne école ?)
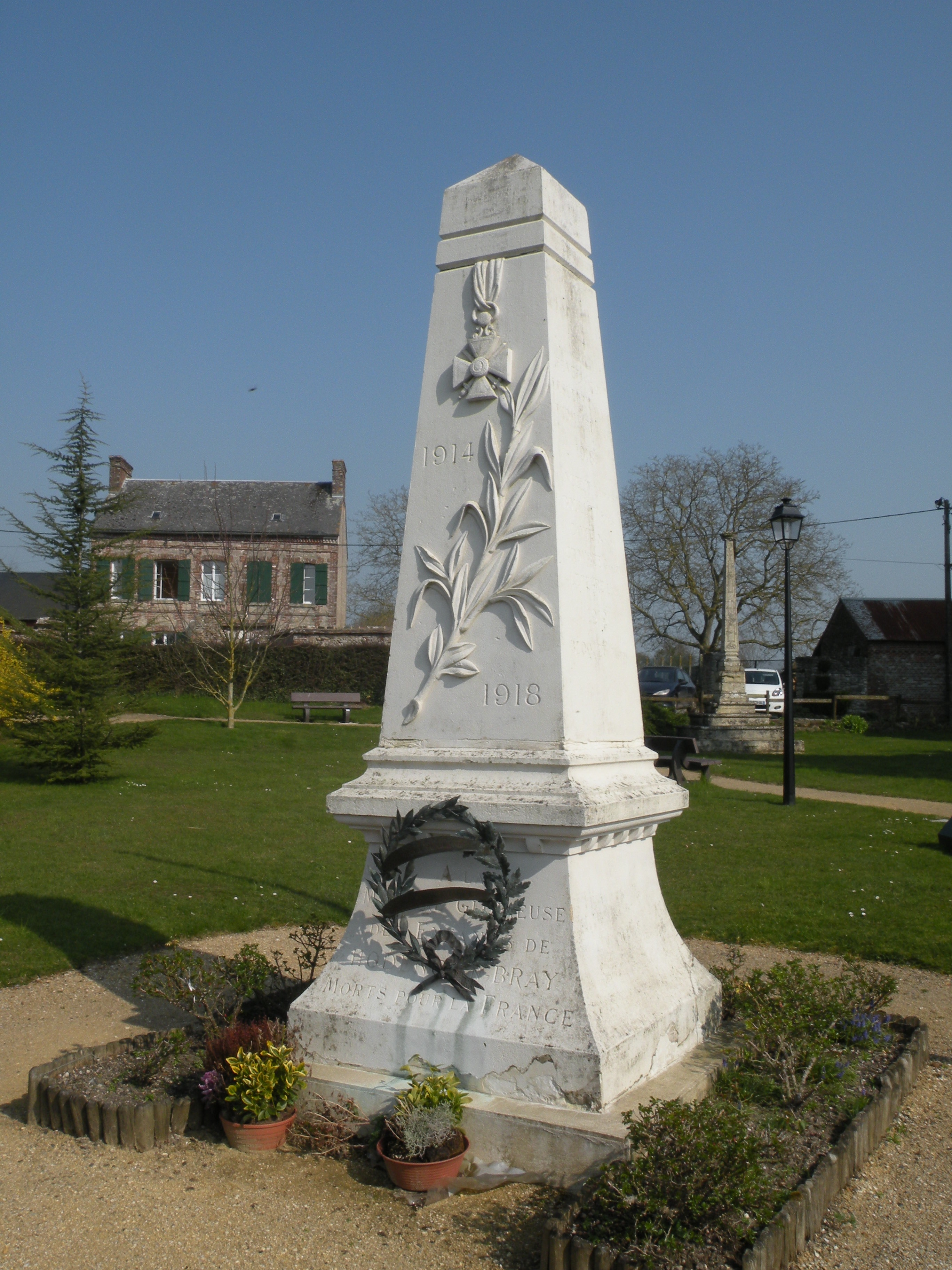
Monument aux morts.
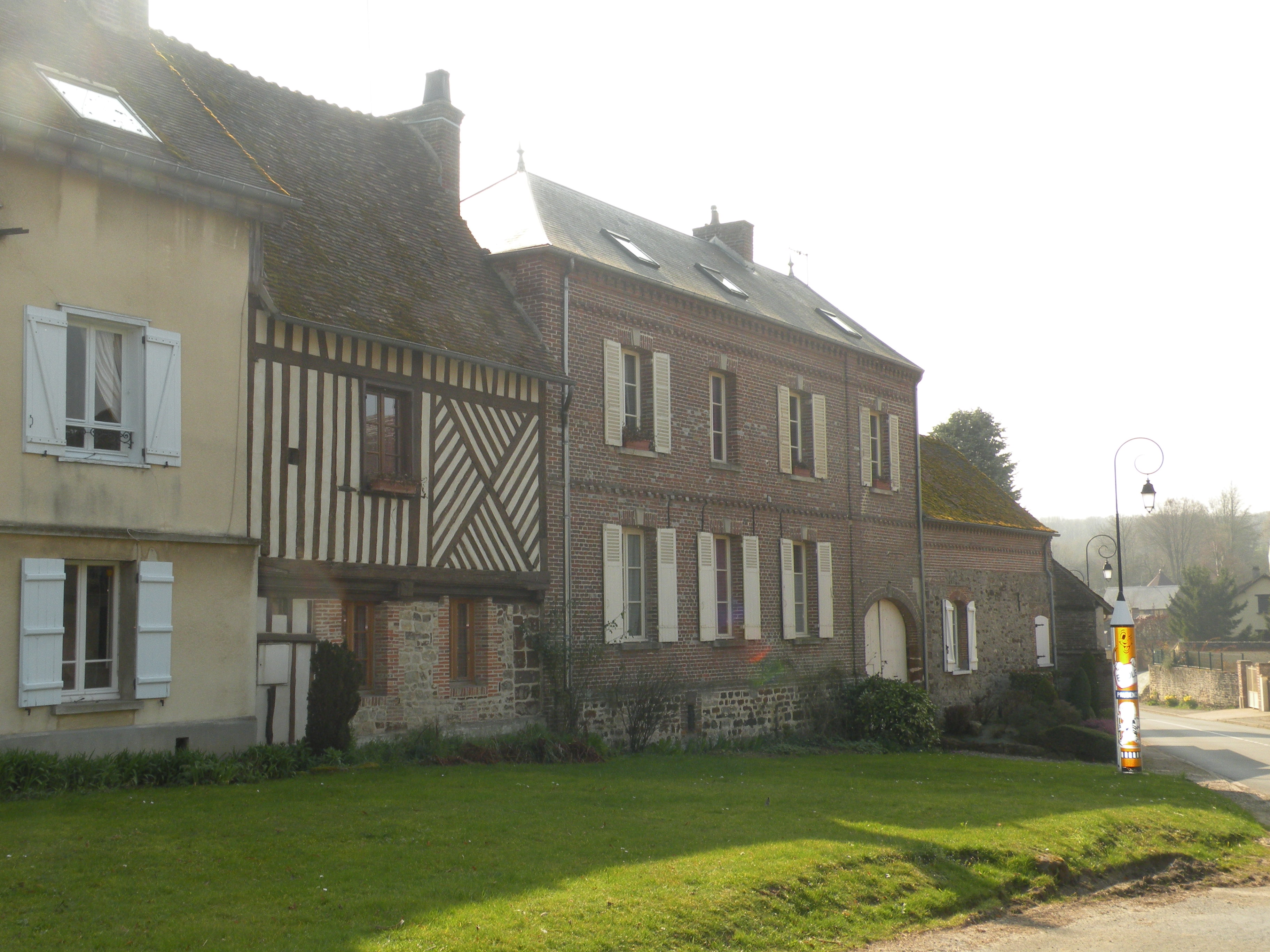
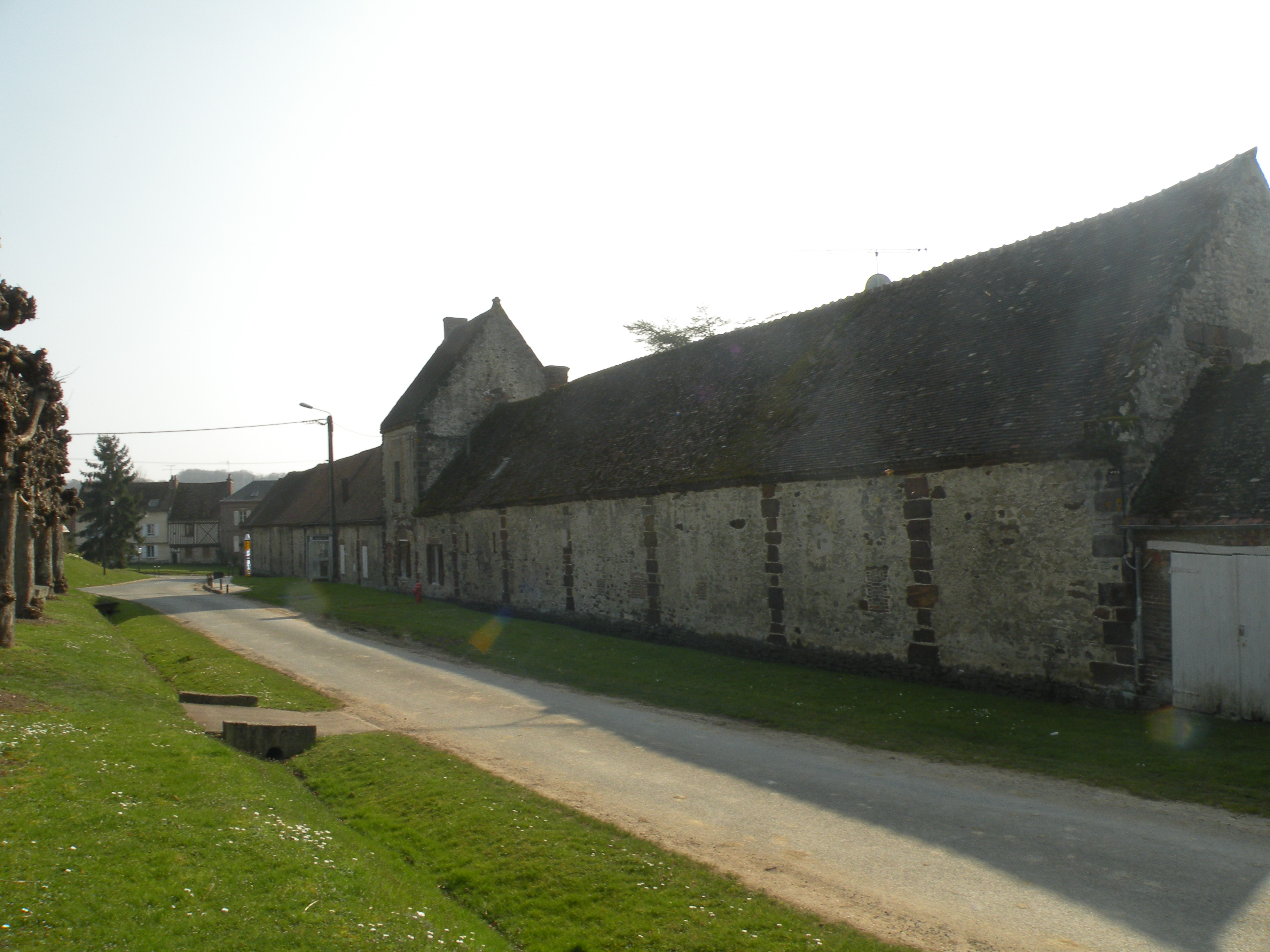

### Personnalités liées à la commune
- Raoul de Houdenc  (vers 1165-1170 - vers 1230) aussi orthographié Rohault, poète et trouvère.
- Guy Patin (1601-1672), médecin à la faculté de Paris, né au hameau de  La Place.

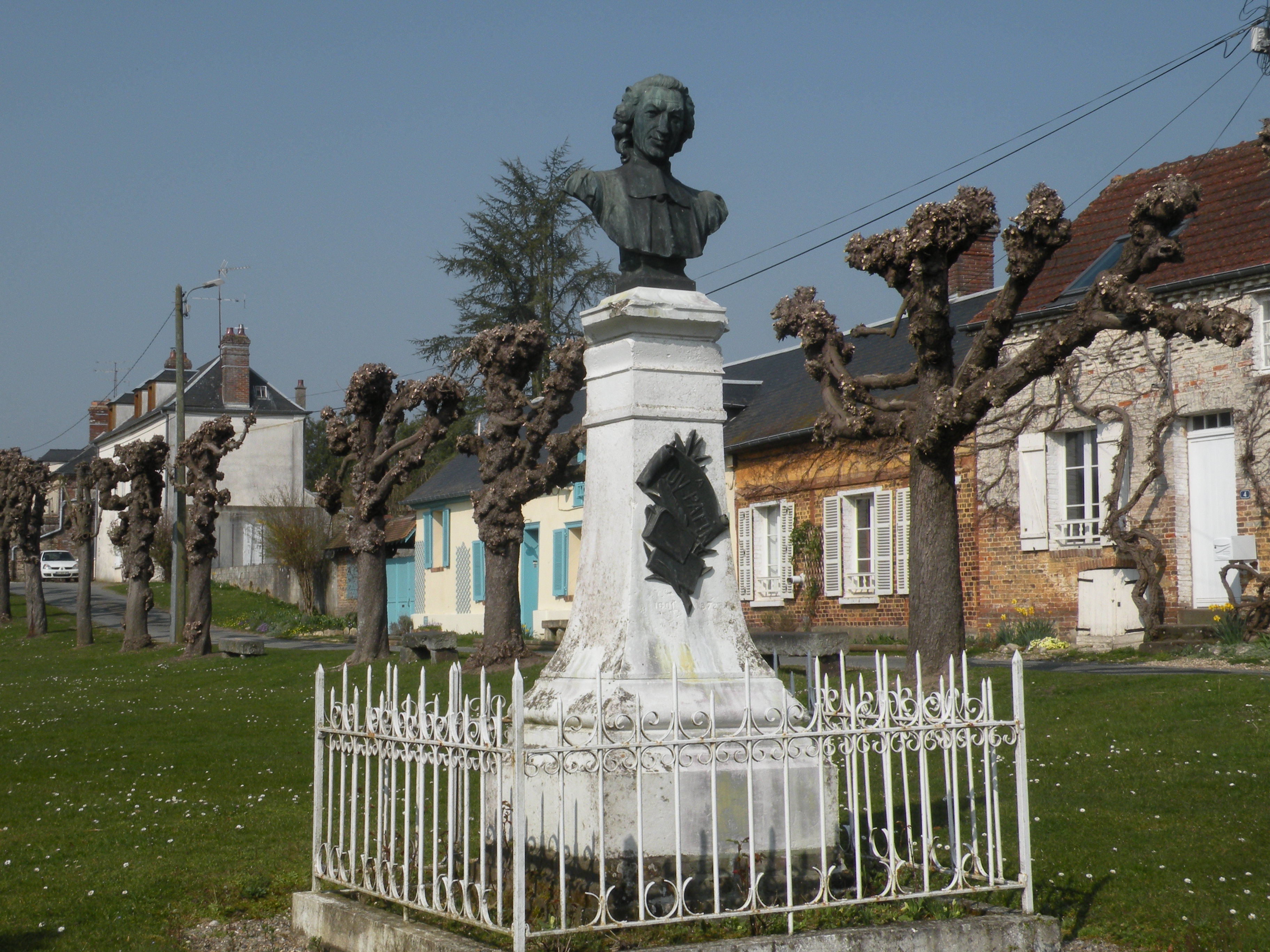
Frédéric Leroux, Buste de Guy Patin, sur la place qui porte son nom (1898).

## Pour approfondir